# Kouandé (arrondissement)
Kouandé est un arrondissement du département de Atacora au Bénin.

## Géographie
Kouandé est une division administrative sous la juridiction de la commune de Kouandé,.

## Démographie
Selon le recensement de la population effectué par l'Institut National de la Statistique Bénin en 2013, Kouandé compte 27197 habitants pour une population masculine de 13534 contre 13663 femmes pour un ménage de 3362.